# Nuoto ai campionati europei di nuoto 2018 - Staffetta 4x200 metri stile libero maschile
La staffetta 4x200 m stile libero maschile degli Europei 2018 si è svolta il 5 agosto 2018. Le batterie si sono svolte al mattino, mentre la finale è stata disputata nel pomeriggio dello stesso giorno.

## Podio
| Posizione | Oro                                                                           | Argento                                                                                   | Bronzo                                                                            |
| --------- | ----------------------------------------------------------------------------- | ----------------------------------------------------------------------------------------- | --------------------------------------------------------------------------------- |
| Nazione   | Regno Unito                                                                   | Russia                                                                                    | Italia                                                                            |
| Atleti    | Calum Jarvis Duncan Scott Thomas Dean James Guy Stephen Milne* Cameron Kurle* | Michail Vekoviščev Martin Maljutin Danila Izotov Michail Dovgaljuk Viacheslav Andrusenko* | Alessio Proietti Colonna Filippo Megli Matteo Ciampi Mattia Zuin Stefano Di Cola* |

## Record
Prima della manifestazione il record del mondo (RM), il record europeo (EU) e il record dei campionati (RC) erano i seguenti:
|  | 6'58"55 | Stati Uniti | 31 luglio 2009 Roma     |
|  | 6'59"15 | Russia      | 31 luglio 2009 Roma     |
|  | 7'06"71 | Russia      | 14 agosto 2010 Budapest |

Durante la competizione è stato migliorato il seguente record:
| Data     | Evento | Nazione     | Tempo   | Record                |
| -------- | ------ | ----------- | ------- | --------------------- |
| 5 agosto | Finale | Regno Unito | 7'05"32 | Record dei campionati |

## Risultati

### Batterie
Le batterie furono disputate alle 10.48
| Pos. | Batteria | Corsia | Nazione       | Atleti | Tempo   | Note |
| ---- | -------- | ------ | ------------- | --- | ------- | ---- |
| 1    | 2        | 1      | Russia        | Martin Maljutin (1:47.54) Viacheslav Andrusenko (1:48.14) Danila Izotov (1:46.18) Michail Vekoviščev (1:47.14)     | 7:09.00 | Q    |
| 2    | 1        | 2      | Gran Bretagna | Stephen Milne (1:48.64) Cameron Kurle (1:49.08) Thomas Dean (1:47.64) Calum Jarvis (1:46.55)                       | 7:11.91 | Q    |
| 3    | 1        | 5      | Italia        | Stefano Di Cola (1:49.58) Matteo Ciampi (1:47.11) Alessio Proietti Colonna (1:47.76) Mattia Zuin (1:48.01)         | 7:12.46 | Q    |
| 4    | 1        | 1      | Germania      | Poul Zellmann (1:48.05) Marius Zobel (1:49.83) Henning Mühlleitner (1:48.03) Jacob Heidtmann (1:46.84)             | 7:12.75 | Q    |
| 5    | 2        | 5      | Paesi Bassi   | Kyle Stolk (1:48.71) Stan Pijnenburg (1:48.86) Ferry Weertman (1:48.96) Maarten Brzoskowski (1:48.33)              | 7:14.86 | Q    |
| 6    | 1        | 6      | Francia       | Alexandre Derache (1:49.07) Jordan Pothain (1:48.50) Roman Fuchs (1:48.52) Lorys Bourelly (1:49.17)                | 7:15.26 | Q    |
| 7    | 2        | 7      | Svezia        | Victor Johansson (1:48.67) Robin Hanson (1:48.45) Gustaf Dalman (1:49.55) Adam Paulsson (1:48.88)                  | 7:15.55 | Q    |
| 8    | 2        | 6      | Spagna        | César Castro (1:48.35) Alex Ramos (1:48.76) Miguel Durán (1:49.91) Marc Sánchez (1:48.63)                          | 7:15.65 | Q    |
| 9    | 2        | 3      | Ungheria      | Balázs Holló (1:50.10) Ádám Telegdy (1:48.93) Benjámin Grátz (1:50.21) Bence Biczó (1:48.95)                       | 7:18.19 |      |
| 10   | 1        | 3      | Belgio        | Sebastien De Meulemeester (1:49.15) Alexandre Marcourt (1:51.25) Thomas Thijs (1:49.67) Lorenz Weiremans (1:48.68) | 7:18.75 |      |
| 11   | 1        | 7      | Israele       | Daniel Namir (1:50.19) Denis Loktev (1:48.83) David Gamburg (1:50.91) Yonatan Batsha (1:52.78)                     | 7:22.71 |      |
| 12   | 2        | 4      | Lituania      | Danas Rapšys (1:49.36) Simonas Bilis (1:50.31) Tomas Sungaila (1:52.50) Povilas Strazdas (1:51.34)                 | 7:23.51 |      |
|      | 1        | 4      | Polonia       | Jan Hołub (1:49.24) Filip Zaborowski (1:49.17) Jakub Kraska Kacper Majchrzak                                       | dq      |      |

### Finale
La finale fu disputata alle 18.52.
| Pos | Corsia | Nazione       | Atleti | Tempo   | Note                  |
| --- | ------ | ------------- | --- | ------- | --------------------- |
|     | 3      | Gran Bretagna | Calum Jarvis (1:47.17) Duncan Scott (1:45.48) Thomas Dean (1:47.07) James Guy (1:45.60)                    | 7:05.32 | Record dei campionati |
|     | 4      | Russia        | Michail Vekoviščev (1:46.78) Martin Maljutin (1:46.84) Danila Izotov (1:46.86) Michail Dovgaljuk (1:46.18) | 7:06.66 |                       |
|     | 5      | Italia        | Alessio Proietti Colonna (1:48.20) Filippo Megli (1:45.44) Matteo Ciampi (1:46.49) Mattia Zuin (1:47.45)   | 7:07.58 |                       |
| 4   | 6      | Germania      | Damian Wierling (1:48.86) Henning Mühlleitner (1:46.94) Poul Zellmann (1:47.57) Jacob Heidtmann (1:45.94)  | 7:09.31 |                       |
| 5   | 8      | Spagna        | César Castro (1:47.85) Alex Ramos (1:48.14) Marc Sánchez (1:48.63) Miguel Durán (1:48.45)                  | 7:13.07 |                       |
| 6   | 7      | Francia       | Jordan Pothain (1:48.94) Alexandre Derache (1:48.32) Roman Fuchs (1:47.88) Jonathan Atsu (1:47.98)         | 7:13.12 |                       |
| 7   | 2      | Paesi Bassi   | Kyle Stolk (1:48.46) Ferry Weertman (1:48.75) Stan Pijnenburg (1:48.16) Maarten Brzoskowski (1:48.09)      | 7:13.46 |                       |
| 8   | 1      | Svezia        | Victor Johansson (1:48.68) Robin Hanson (1:48.56) Gustaf Dalman (1:47.84) Adam Paulsson (1:48.95)          | 7:14.03 |                       |